# Алворада (Токантинс)

Алворада на карте штата.

Алворада (порт. Alvorada) — муниципалитет в Бразилии, входит в штат Токантинс. Составная часть мезорегиона Западный Токантинс. Входит в экономико-статистический микрорегион Гурупи. Население составляет  8 374 человека на 2010 год. Занимает площадь 1 212,167 км². Плотность населения — 6,91 чел./км².

## История
Город основан 11 ноября 1963 года. 

## Демография
Согласно сведениям, собранным в ходе переписи 2010 г. Национальным институтом географии и статистики (IBGE), население муниципалитета составляет:
| Полное население                               | Полное население                               | Полное население                               | Полное население                               | 8 374 |
| ---------------------------------------------- | ---------------------------------------------- | ---------------------------------------------- | ---------------------------------------------- | ----- |
| в том числе:                                   | Городское население                            | 7 765                                          | Процент городского населения, %                | 92,73 |
|                                                | Сельское население                             | 609                                            | Процент сельского населения, %                 | 7,27  |
|                                                | Мужское население                              | 4 252                                          | Процент мужского населения, %                  | 50,78 |
|                                                | Женское население                              | 4 122                                          | Процент женского населения, %                  | 49,22 |
| Плотность населения, чел/км²                   | Плотность населения, чел/км²                   | Плотность населения, чел/км²                   | Плотность населения, чел/км²                   | 6,91  |
| Население муниципалитета в % к населению штата | Население муниципалитета в % к населению штата | Население муниципалитета в % к населению штата | Население муниципалитета в % к населению штата | 0,61  |

По данным оценки 2016 года население муниципалитета составляет 8 536 жителей.

## Статистика
- Валовой внутренний продукт на 2003 составляет 23.269.827,00 реалов (данные: Бразильский институт географии и статистики).
- Валовой внутренний продукт на душу населения на 2003 составляет 2.775,50 реалов (данные: Бразильский институт географии и статистики).
- Индекс развития человеческого потенциала на 2000 составляет 0,731 (данные: Программа развития ООН).

## Важнейшие населенные пункты
| № | Населённый пункт | Населённый пункт (порт.) | Категория | Население чел. (2010) | На карте                        |
| - | ---------------- | ------------------------ | --------- | --------------------- | ------------------------------- |
| 1 | Алворада         | Alvorada                 | город     | 7 765                 | 12°28′53″ ю. ш. 49°07′32″ з. д. |